# Emily Barringer

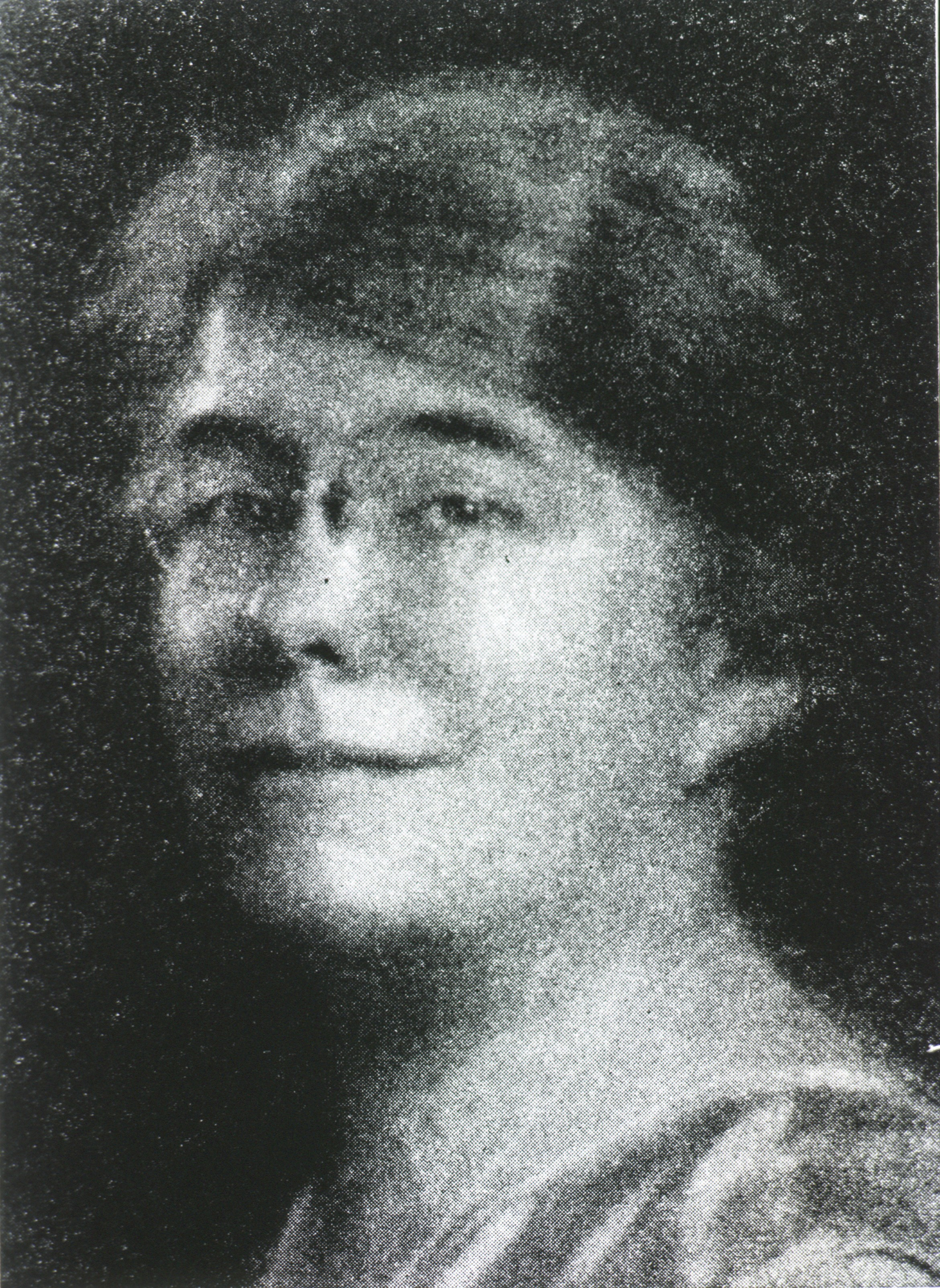
Emily Dunning Barringer, MD

Emily Dunning Barringer (* 27. September 1876 in Scarsdale, New York; † 8. April 1961 in New Canaan (Connecticut)) war eine amerikanische Medizinerin. Sie war die erste weibliche Krankenwagenchirurgin.

## Leben und Werk
Barringer war eines von fünf Kindern von Edwin James Dunning und Frances Gore Lang. Eine Freundin der Familie, Mary Corinna Putnam Jacobi, empfahl ihr den medizinischen Vorbereitungskurs der Cornell University und ihr Onkel Henry W. Sage bezahlte mit anderen Freunden ihre Studiengebühren. Sie schloss ihr Studium 1897 ab und besuchte danach das College of Medicine der New Yorker Krankenstation. Während ihres zweiten Studienjahres fusionierte das College mit der neuen Cornell University School of Medicine. 1901 beendete sie ihr Medizinstudium und erhielt dann die zweithöchste Note in der Eignungsprüfung für ein Praktikum im Gouverneur Hospital in New York City. Dieses Krankenhaus lehnte jedoch ihren Aufnahmeantrag ab. Im nächsten Jahr bewarb sie sich erneut und das Krankenhaus akzeptierte sie diesmal mit Unterstützung politischer und religiöser Persönlichkeiten als die erste Frau, die für eine postgraduale chirurgische Ausbildung im Dienst eines Krankenhauses zugelassen wurde. 1903 wurde sie zur „Ambulance Surgeon“ ernannt, der ersten Frau, die diese Position in New York innehatte. Kollegen hatten sich gegen die Ernennung ausgesprochen, weil sie meinten, dass eine Frau nicht in der Lage sei, die harten Fahrten in den von Pferden gezogenen Krankenwagen zu bewältigen. Eine Ärztin war eine Kuriosität für das Viertel, in dem sie arbeitete, und New Yorker Zeitungen veröffentlichten Artikel über sie.
Sie heiratete 1904 den Arzt Benjamin Barringer, mit dem sie zwei Kinder bekam. Während des Ersten Weltkriegs war sie stellvertretende Vorsitzende des Kriegsdienstausschusses der American Women’s Hospitals der National Medical Women’s Association (später American Medical Women’s Association) und leitete eine Kampagne, um Geld für Krankenwagen zu sammeln, die nach Europa geschickt werden sollen. Als Vorsitzende des Sonderausschusses der American Medical Women’s Association wurde Barringer vom König von Serbien als Verfechterin des Dienstes von Ärztinnen während des Ersten Weltkriegs ausgezeichnet.
Nach dem Krieg übernahm sie eine Stelle in der gynäkologischen Abteilung des New York Polyclinic Hospital. Sie war Chirurgin an der New Yorker Krankenstation für Frauen und Kinder und am Kingston Avenue Hospital in Brooklyn und später dort Direktorin für Gynäkologie.
Sie war eine Verfechterin des Frauenwahlrechts und arbeitete daran, die medizinische Ausbildung für Frauen, die öffentliche Gesundheit und Reformen für die Behandlung von inhaftierten Frauen zu verbessern. 1942 war sie Präsidentin der American Medical Women’s Association. Als Co-Vorsitzende des War Service Committee der Association organisierte sie das American Women’s Hospital in Europa, das während und nach dem Krieg medizinische und chirurgische Versorgung leistete.
Während des Zweiten Weltkriegs setzte sie sich im Kongress dafür ein, dass Ärztinnen als Unteroffiziere im Army Medical Reserve Corps eingesetzt werden konnten. Der Kongress verabschiedete 1943 das Sparkman-Gesetz, das Frauen das Recht einräumte, Aufträge in der Armee, der Marine und im öffentlichen Gesundheitswesen zu erhalten.
Sie lebte später in Darien und in New Canaan, Connecticut. 2000 wurde sie in die Connecticut Women’s Hall of Fame aufgenommen. 1950 veröffentlichte sie ihre Biografie: Bowery to Bellevue: The story of New York's first woman ambulance surgeon, welches als Vorlage für den 1952 gedrehten Film Frau in Weiß von MGM diente.